# Natura 2000-område nr. 178 Halsted Kloster Dyrehave
Natura 2000-område nr. 178 Halsted Kloster Dyrehave  er et Natura 2000-område der består af habitatområderne H157. Det er et mindre skovområde med Ege-blandskov i den sydvestlige del af Halsted Kloster Dyrehave på Vestlolland Området har et areal på 6 hektar, og  er privatejet. det er en lysåben skov med mange gamle træer, primært eg, bøg og lind, og de   gamle træer har mange hulheder og partier med råd, med forekomst af den prioriterede billeart eremit. Området er udpeget fordi eremitten kun findes på få lokaliteter i Sydøstdanmark, og er  en prioriteret art i EU, dvs. at Danmark har et særligt ansvar for at beskytte den. Bestanden af eremit i Halsted Kloster Dyrehave er lille, men vurderes til at være forholdsvis stabil.
Natura 2000-området ligger   i Vandområdedistrikt II Sjælland  i vandplanomåde  2.5 Smålandsfarvandet.  i Lolland kommune.

## Fredninger
Området er en del  af en 205 hektar stor fredning ved Halsted Kloster.